# Eupoecilia inouei
Eupoecilia inouei es una especie de polilla del género Eupoecilia, familia Tortricidae.
Fue descrita científicamente por Kawabe en 1972

## Distribución
Se encuentra en Japón.